# 512 км
512 км (рос. 512 км) — селище у складі Рубцовського району Алтайського краю, Росія. Входить до складу Рубцовської сільської ради.

## Населення
Населення — 22 особи (2010; 23 у 2002).
Національний склад (станом на 2002 рік):
- росіяни — 94 %